# Tomás Arias Leiza
Tomás de Arias Leiza (Zaragoza, 11 de marzo de 1760-c. 1832) fue un eclesiástico y canonista español.

## Biografía
Nacido del matrimonio de Manuel Bernardo de Arias y Arbós (173-¿?) y de María Antonia Teresa de Leyza Eraso y Castillo, ambos naturales de Zaragoza, estudió filosofía en la universidad de esta ciudad. Después pasó a estudiar derecho canónico obteniendo en 1782 el grado de doctor. Posteriormente pasaría a estudiar en Bolonia, por presentación del arzobispo de Zaragoza en el Real Colegio de España en 1788.
Posteriormente volvió a Zaragoza, donde ganó por oposición la canonjía doctoral en el cabildo de la ciudad. Durante la Guerra de la Independencia, participó en los Sitios de Zaragoza como parte de una comisión nombrada suprema por el general Palafox.
En el Testamento de Fernando VII otorgado el 12 de junio de 1830 es nombrado como suplente de la clase de eclesiásticos en el Consejo de Gobierno que se formaría a la muerte del rey. Nunca llegaría a ser suplente efectivo al morir con anterioridad a la formación de este alto órgano consultivo.
En 1831 fue nombrado por Fernando VII para formar comisión con Tomás Arizmendi, del Consejo de Castilla, y Tomás González, auditor de la Rota como él.

## Órdenes y cargos

### Órdenes
- Caballero de la Orden de Carlos III. (30 de noviembre de 1812)[3]

### Cargos
- Académico honorario de la Real Academia de Bellas Artes de San Fernando. (20 de junio de 1815)